# Meir Jehuda Szapiro
Meir Jehuda Szapiro (ur. 1846, zm. trzeciego dnia Święta Sukkot w roku 1908 w Bukowsku) – cadyk, rabin, syn Dawida, wnuk Cwi Elimelecha z Dynowa, z dynastii cadyków dynowskich, rabin w Bukowsku do roku 1908. Ożeniony z Miriam. Był pierwszym uznanym przez społeczność żydowską rabinem oraz założycielem niewielkiej dynastii cadyków bukowskich (3 pokolenia). Miał ogromny duchowy wpływ na Żydów z Bukowska jak i sąsiednich miasteczek, przyciągnął wielu zwolenników i to nie tylko ze środowisk chasydzkich. Miał syna Dawida ben Meira Szapiro (1870-1933), który był cadykiem w Małej Synagodze w Sanoku.